# هجوم تل أبيب (يوليو 2024)
نفذت القوات المسلحة اليمنية الموالية لحركة أنصار الله الحوثيون هجومًا بطائرة بدون طيار على إسرائيل في 19 يوليو 2024، حيث أصابت مبنى سكنيًا بالقرب من مكتب فرع السفارة الأمريكية في تل أبيب، المركز الاقتصادي لإسرائيل  في شارع بن يهودا. وأسفرت الهجوم عن مقتل شخص في المبنى الذي يسكن فيه، وإصابة 10 آخرين. ورد الجيش الإسرائيلي بعد يوم واحد بقصف مدينة الحديدة الساحلية اليمنية. ويُقال إن الهجوم هو أول هجوم ناجح يصل إلى هدفه، حيث تم اعتراض المحاولات السابقة إما من قبل الدفاعات الإسرائيلية أو الحلفاء الغربيين الموجودين في المنطقة.

## العملية
ويشتبه الجيش الإسرائيلي في أن الطائرة بدون طيار هي من طراز صماد 3 إيرانية الصنع تم تعديلها من قبل الحوثيين لحمل المزيد من الوقود (لمدى أطول) مقابل رأس حربي أصغر. تم رصد الطائرة بدون طيار ولكن لم يتم اعتراضها. وزعمت إسرائيل أن ذلك كان بسبب خطأ بشري، في حين ادعى الحوثيون أنهم صنعوا طائرة بدون طيار قادرة على تجاوز القبة الحديدية. كما لم يتم إطلاق صفارات الإنذار للغارات الجوية.
وبحسب وكالة أسوشيتد برس للأنباء، فإن الهجوم يمثل أول هجوم ناجح يصيب الهدف بينما يتم "اعتراض الهجمات الأخرى إما من قبل الدفاعات الإسرائيلية أو الحلفاء الغربيين الذين لديهم قوات متمركزة في المنطقة".

### نتائج
وأظهر مقطع فيديو من موقع الانفجار زجاجا مهشما متناثرا على الأرصفة، بينما تجمع المتفرجون بالقرب من مبنى يحمل علامات الانفجار. وتم تطويق المنطقة بشريط الشرطة. وقال الجيش الإسرائيلي إنه بدأ تحقيقا في هجوم الطائرة بدون طيار الذي تسبب في "انفجار كبير" بالقرب من مكتب السفارة الأمريكية وسيحدد سبب عدم تفعيل أنظمة الدفاع الجوي في البلاد لاعتراض "الهدف الجوي".
وقال المسلحون الحوثيون إن الهجوم على تل أبيب هو بداية المرحلة الخامسة من صراعهم مع إسرائيل.

## ردود الفعل
وأشاد حزب الله بالحدث ووصفه بأنه انتصار للشعب الفلسطيني المظلوم ومقاتليه. وذكروا أن المقاتلين اليمنيين يقفون إلى جانب المقاتلين الفلسطينيين البواسل في غزة الذين يدافعون عن كافة شعوب ودول العالم العربي والإسلامي.
وانتقد زعيم المعارضة الإسرائيلية يائير لابيد الهجوم، مشيرًا إلى أنه أظهر أيضًا عدم قدرة الحكومة الحالية على توفير الأمن للمواطنين الإسرائيليين.